# Charles L. Grant
Charles Lewis Grant (Newark, 12 september 1942 - 15 september 2006) was een Amerikaanse schrijver van sciencefiction-, fantasy- en horrorverhalen. Hij won hiervoor onder meer drie World Fantasy Awards, twee Nebula Awards, een Bram Stoker Award en een British Fantasy Award. Hij bracht ook meer dan veertig boeken uit onder de pseudoniemen Geoffrey Marsh, Lionel Fenn, Simon Lake, Felicia Andrews, Deborah Lewis, Timothy Boggs, Mark Rivers en Steven Charles.

## Biografisch
Grant studeerde aan het Trinity College in Hartford. Hij debuteerde in 1968 als schrijver met het korte verhaal The House of Evil. Hij bleef daarna zijn hele leven korte verhalen schrijven, naast de boeken die hij publiceerde. Kenmerkend voor zijn verhalen is de afwezigheid van gedetailleerde beschrijvingen van geweld en bloedvergieten. Hij legde zich in plaats daarvan vooral toe op spanningsopbouw en sfeer. Grant bedacht voor zijn boek The Hour of the Oxrun Dead (1978) het fictieve plaatsje Oxrun Station, in Connecticut. Dit bleek het eerste van twaalf boeken die zich hier afspelen. Vier daarvan zijn verhalenbundels die ieder uit vier novelles bestaan.
Grant won in 1977 zijn eerste Nebula Award voor het korte verhaal A Crowd of Shadows, een moordmysterie in een nabije toekomst waarin zowel mensen als sprekend op mensen lijkende androïden met elkaar samenleven. In 1979 volgde zijn tweede Nebula Award. Deze won hij voor zijn novelette A Glow of Candles, a Unicorn's Eye, een sciencefictionverhaal over een man met een obsessie voor acteren.
Grant was van 1978 tot en met 1991 samensteller van de elfdelige boekenserie Shadows, een anthologie met daarin in totaal meer dan 180 horrorverhalen van andere schrijvers, zoals Michael Bishop, Robert Bloch, Jack Cady, Ramsey Campbell, Avram Davidson, Joe R. Lansdale, Tanith Lee, Pat Murphy, Stephen King, Brian Lumley en J. Michael Straczynski. Hij won voor het eerste deel hiervan zijn eerste World Fantasy Award. Hij won in 1983 zowel zijn tweede als zijn derde voor zijn Oxford Station-verhalenbundel Nightmare Seasons en zijn novelle Confess the Seasons.
Grant schreef andere series dan de Oxford Station-boeken meestal onder steeds andere pseudoniemen, zoals zijn reeksen over Lincoln Blackthorne en Kent Montana. Hij bracht ook een aantal boeken uit die inhaakten op televisieseries, zoals The X-Files en Hercules.

### Boeken

#### Horror
Oxrun Station-reeks
- 1978 - The Hour of the Oxrun Dead
- 1979 - The Sound of Midnight
- 1979 - The Last Call of Mourning
- 1981 - The Grave
- 1982 - The Bloodwind
- 1982 - The Soft Whisper of the Dead
- 1986 - The Dark Cry of the Moon
- 1986 - The Long Night of the Grave

Overig
- 1977 - The Curse
- 1979 - A Glow of Candles, a Unicorn's Eye (novelette[2], Nebula Award)
- 1982 - The Nestling
- 1983 - Confess the Seasons (novelle, World Fantasy Award)
- 1984 - Night Songs
- 1985 - The Tea Party
- 1986 - The Pet
- 1988 - For Fear of the Night
- 1989 - In A Dark Dream
- 1990 - Stunts
- 1991 - Fire Mask
- 1991 - Something Stirs
- 1993 - Raven
- 1994 - Jackals
- 1994 - X-Files: Goblins
- 1995 - X-Files: Whirlwind
- 1997 - Millennium Quartet #1: Symphony
- 1997 - Watcher (World of Darkness)
- 1998 - Millennium Quartet #2: In The Mood
- 1998 - Black Oak: Genesis
- 1998 - Black Oak: The Hush of Dark Wings
- 1999 - Millennium Quartet #3: Chariot
- 1999 - Black Oak: Winter Knight
- 1999 - Millennium Quartet #4: Riders in the Sky
- 2000 - Black Oak: Hunting Ground
- 2001- Black Oak: When the Cold Wind Blows

#### Sciencefiction
- 1976 - The Shadow of Alpha
- 1977 - Ascension
- 1978 - Ravens of the Moon
- 1979 - Legion
- 1981 - A Quiet Night of Fear

Als Geoffrey Marsh
- 1985 - The King of Satan's Eyes (Lincoln Blackthorne #1)
- 1986 - The Tail of the Arabian Knight  (Lincoln Blackthorne #2)
- 1987 - The Patch of the Odin Soldier (Lincoln Blackthorne #3)
- 1988 - The Fangs of the Hooded Demon (Lincoln Blackthorne #4)
- 1991 - Hudson Hawk (novelisatie)

Als Lionel Fenn
- 1988- The Seven Spears of the W'dch'ck
- 1990 - Kent Montana and the Really Ugly Thing From Mars  (Kent Montana #1)
- 1991 - Kent Montana and the Reasonably Invisible Man (Kent Montana #2)
- 1991 - Kent Montana and the Once and Future Thing (Kent Montana #3)
- 1992 - Mark of the Moderately Vicious Vampire (Kent Montana #4)
- 1992 - 668, the Neighbor of the Beast (Kent Montana #5)
- 1986 - Blood River Down (The Quest For The White Duck #1)
- 1987 - Web of Defeat (The Quest For The White Duck #2)
- 1987 - Agnes Day (The Quest For The White Duck #3)
- 1993 - Once Upon A Time in the East (Diego-#1)
- 1994 - By The Time I Get To Nashville  (Diego-#2)
- 1994 - Time, The Semi-Final Frontier  (Diego-#3)

Als Simon Lake
- 1992 - Daughter of Darkness (Midnight Palace #1)
- 1993 - Something's Watching (Midnight Palace #2)
- 1993 - Death Cycl (Midnight Palace #3)
- 1993 - He Told Me To (Midnight Palace #4)

Als Mark Rivers
- 1995 - The Forever House (Taggard Point #1)
- 1995 - Shapes (Taggard Point #2)
- 1995 - Death Scream (Taggard Point #3)
- 1995 - The Clown (Taggard Point #4)

Als Timothy Boggs
- 1996 - Serpent’s Shadow (Hercules tie-in)
- 1997 - Eye of the Ram (Hercules tie-in)
- 1999 - By the Sword (Hercules tie-in)

Als Felicia Andrews
- 1979 - Riverrun
- 1979 - Riverwitch
- 1980 - Mountainwitch
- 1980 - Moonwitch
- 1984 - Seacliffe
- 1984 - Silver Huntress
- 1985 - The Velvet Hart

Als Deborah Lewis
- 1977 - Voices Out of Time
- 1977 - Eve of the Hound
- 1978 - Kirkwood Fires
- 1979 - The Wind At Winter's End

Als Steven Charles
- 1986 - Nightmare Session (Private School #1)
- 1986 - Academy of Terror (Private School #2)
- 1986 - Witch's Eye (Private School #3)
- 1986 - Skeleton Key (Private School #4)
- 1987 - The Enemy Within (Private School #5)
- 1987 - The Last Alien (Private School #6)

### Verhalenbundels
- 1981  - Tales from the Nightside[3]
- 1981  - A Glow of Candles and Other Stories
- 1982  - Nightmare Seasons (verzameling van vier novelles in Oxrun Station, World Fantasy Award)
- 1984  - Night Visions
- 1986  - Black Wine
- 1986  - The Orchard (verzameling van vier novelles in Oxrun Station)
- 1989  - Dialing The Wind  (verzameling van vier novelles in Oxrun Station)
- 1995  - The Black Carousel (verzameling van vier novelles in Oxrun Station)
- 2011  - Scream Quietly: The Best of Charles L. Grant